# Michael Garrick
Michael Garrick MBE (* 30. Mai 1933 in Enfield Town; † 11. November 2011 in Harefield) war ein britischer Pianist (auch Organist) und Komponist des Modern Jazz.

## Biographie
Garrick studierte zunächst am University College London Anglistik, widmete sich dann aber als Autodidakt der Musik. Ende der 1950er Jahre leitete er in London eigene Jazz-Combos und führte als einer der ersten in Großbritannien seit 1959 gemeinsam mit Jeremy Robson und anderen Autoren auch Poesie-und-Jazz-Veranstaltungen durch. Zu seinem damaligen Quintett gehörten Joe Harriott und Shake Keane. Mit seinem Trio, zu dem neben Bassist Dave Green Schlagzeuger Colin Barnes gehörte, stieß sehr früh in den freien Jazz vor (das TrioAlbum Moonscape wurde aber zunächst nur in kleiner Auflage auf eigenem Label veröffentlicht). Zwischen 1965 und 1969 war er Mitglied des Quintetts von Don Rendell und Ian Carr, für das er auch komponierte. Sein eigenes Sextett bzw. Septett kombinierte er für die Interpretation seiner geistlichen Komposition „Jazz Praises“ mit einem großen Chor und der Kirchenorgel (Uraufführung 1968 in der St Paul’s Cathedral). Weitere Oratorien (Judas’ Kiss, 1971; Bovingdon Poppies, 1993) und andere Jazzchorwerke (Mr Smith’s Apocalypse, 1969; A Zodiac of Angels, 1988) folgten. In den frühen 1970er Jahren studierte er am Berklee College of Music und beschäftigte sich auch mit indischer Musik, was sich auch in seinen Kompositionen niedergeschlug. Garrick schuf 1973 A Hobbit Suite or Gemstones, die auf J. R. R. Tolkiens The Hobbit aufbaute, die er (wie auch spätere Werke) mit Sängerin Norma Winstone aufführte.
Garrick lehrte als Professor Jazz an der Royal Academy of Music und am Trinity College of Music, aber auch an der Guildhall School of Music und seit 1989 auch in der von ihm gegründeten Jazz Academy. 2010 wurde Garrick zum Member of the Order of the British Empire ernannt. Er veröffentlichte im gleichen Jahr seine Autobiographie unter dem Titel Dusk Fire: Jazz in English Hands.

## Diskographie (Auswahl)
| - Black Marigolds (Argo, 1966) - Poetry and Jazz in Concert (1963) - Moonscape (1964) - Promises (1965, mit Ian Carr, Tony Coe, Joe Harriott) - Before Night/Day (1966) - Black Marigolds (1966) - Jazz Praises at St Paul’s (1968) - Poetry and Jazz (1969) - The Heart Is a Lotus (1970, mit Art Themen, Norma Winstone) - Mr Smith’s Apocalypse (1971) - Home Stretch Blues (1972, mit Norma Winstone) - Cold Mountain (1972) - Troppo (1973, mit Norma Winstone) | - You’ve Changed (1978, mit Don Weller, Chris Laurence und Alan Jackson) - A Lady in Waiting (1993) - Meteors Close at Hand (1994) - Parting Is Such (1995) - For Love of Duke... and Ronnie (1995–96, mit Jacqui Dankworth) - Down on Your Knees (1999, mit Anita Wardell) - The New Quartet (2001, mit Martin Hathaway) - Big Band Harriott (2004) - Children of Time (2005) - Yet Another Spring (2006) - Lady of the Aurian Wood - A Magic Life of Duke - Tone Poems (2010) - ...At Short Notice (1966, ed. 2020) |

## Publikation
- Michael Garrick & Trevor Barrister: Dusk Fire. Jazz in English Hands. Springdale Publishing, Earley, Reading 2010, ISBN 978-0-9564353-0-9

## Lexigraphische Einträge
- Ian Carr, Digby Fairweather, Brian Priestley: Rough Guide Jazz. Der ultimative Führer zur Jazzmusik. 1700 Künstler und Bands von den Anfängen bis heute. Metzler, Stuttgart/Weimar 1999, ISBN 3-476-01584-X.
- John Chilton: Who's Who of British Jazz Continuum, London 2004, ISBN 0-8264-7234-6 (2. Auflage)
- Richard Cook: Jazz Encyclopedia London: Penguin, 2007, ISBN 978-0-14-102646-6
- Barry Kernfeld: The New Grove Dictionary of Jazz Macmillan, London 1994